# Wilhelm Grimm
Wilhelm Carl Grimm (24. února 1786, Hanau – 16. prosince 1859, Berlín) byl německý jazykovědec, literární vědec a také sběratel pověstí a pohádek. S bratrem Jacobem vydali proslulou sbírku pohádek Kinder- und Hausmärchen.

## Život a dílo
Narodil se v početné rodině právníka Phillippa Wilhelma Grimma. Otec zemřel v roce 1796, ale matka s finanční pomocí své sestry zajistila vzdělání svým synům. Wilhelm s bratrem Jacobem navštěvovali lyceum v Kasselu. 
V roce 1803 začal studovat právo na univerzitě v Marburgu, rok poté, co na stejný obor nastoupil i jeho bratr Jacob. Studium ukončil roku 1806 a vrátil se do Kasselu, kde pracoval jako sekretář kurfiřtské knihovny. V tomto období se začal věnovat sbírání starých lidových pohádek a pověstí. Navštívil desítky usedlostí především v oblasti Hesenska, zaznamenával příběhy a zajímal se o jejich význam při výchově mládeže. Při jejich zpracování úzce spolupracoval se svým bratrem Jacobem a v letech 1812–1815 je publikovali ve dvou svazcích pod názvem Kinder- und Hausmärchen.  Byl to právě Wilhelm, kdo měl hlavní podíl na literární úpravě příběhů až do finální podoby v edici z roku 1857.
V roce 1825 se oženil s Henriettou Dorotheou Wildovou. V manželství se narodily tři děti. Bratr Jacob, který se nikdy neoženil, žil s nimi ve společné domácnosti.
Přestěhovali se do Göttingenu a v roce 1831 se stal knihovníkem na místní univerzitě, v roce 1835 zde získal profesuru. V roce 1837 se s bratrem připojili k protestu göttingenských profesorů proti zrušení tzv. Hannoverské ústavy a byli propuštěni. 
Od roku 1841 přednášel na Humboldtově univerzitě v Berlíně a s bratrem pracoval na velkém německém výkladovém slovníku (Das Deutsche Wörterbuch). Pedagogickou činnost ukončil roku 1852 a nadále se věnoval jen své vědecké práci jako literární badatel. Zemřel v Berlíně 16. prosince 1859.